# Abdij Saalfeld
De Abdij Saalfeld was in de middeleeuwen een belangrijke benedictijner abdij in het plaatsje Saalfeld, in de Duitse deelstaat Thüringen.

## Geschiedenis

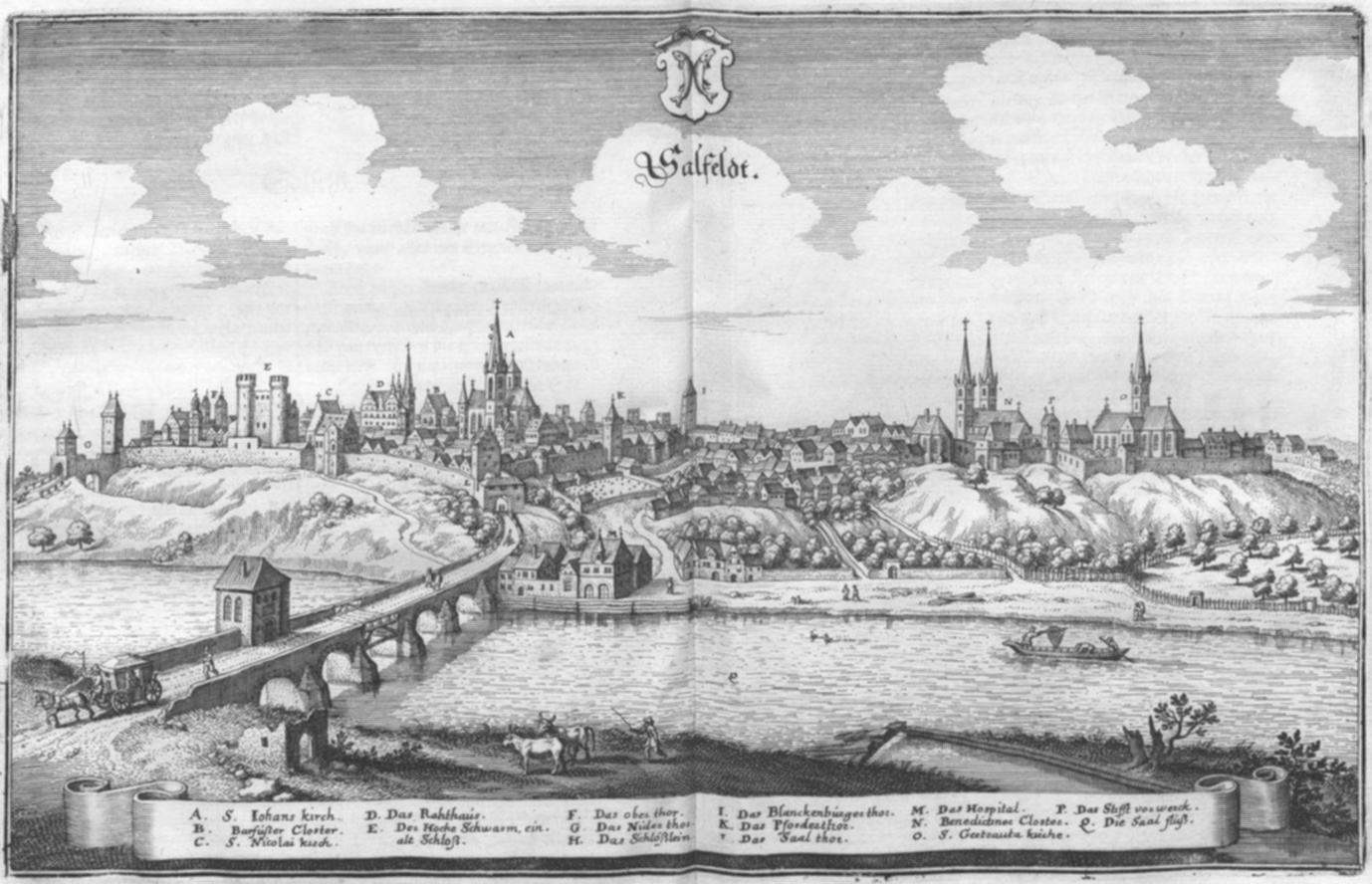
Saalfeld circa 1650, met rechts de benedictijner abdij (N).

Aartsbisschop Anno II van Keulen stichtte in 1074 samen met zijn collega Siegfried I van Mainz het klooster Sankt Peter te Saalfeld. Het klooster had als opdracht om de naburige heidenen te kerstenen. 
Het klooster werd voorzien van uitgebreide bezittingen: de villa Saalfeld, het land Orla, de dorpen Stanau, Birkenheide, Döbritz en Muntscha bij Auma. Verder kreeg het klooster de plaats Coburg. Het klooster mocht zelf de abt, de voogd en de onder-voogd kiezen. Waarschijnlijk lag de voogdij over het klooster aanvankelijk bij de koning en na 1208 bij de graven van Schwarzburg. In 1346 kwam de voogdij toe aan het huis Wettin. In het begin was er een aanzet tot het verkrijgen van de landshoogheid, maar die ontwikkeling zette niet door. Desalniettemin werd de abt beschouwd als rijksabt. 
In 1526 werd het klooster aan het graafschap Mansfeld overgedragen, waarna het in 1533 aan het keurvorstendom Saksen kwam.
De kloostergebouwen moesten in 1667 plaats maken voor een barokslot van de hertogen van Saksen-Altenburg.